# Tseycum
Die Tseycum sind eine der auf Vancouver Island lebenden First Nations der pazifischen Küste Kanadas. Dabei gehören sie zu den um Victoria lebenden Saanich.
Ihre Häuser stehen an der Brentwood Bay. Die 166 Tseycum (August 2009) bilden eine der fünf Wohnhausgruppen oder „Familien“ der Saanich, zu denen neben den Malahat und Pauquachin (zwischen Gordon Head und Cowichan Head) auch die Tsawout (an der Saanichton Bay) und die Tsarlip (an der Brentwood Bay) gehören.
Sie alle gehören zur Gruppe der North Straits Salish oder Lekwungaynung sprechenden Stammesgruppe, zu denen die Saanich, die Songhees und die T'sou-ke First Nation gehören. Diese wiederum gehören zu den Küsten-Salish, die zwischen Vancouver Island und Washington leben.

## Geschichte

### Vertrag mit der Hudson’s Bay Company
1852 schloss James Douglas zwei Verträge mit den Saanich. Dabei schloss er einen am 6. Februar  mit den südlichen Saanich, also den Pauquachin und Malahat, und einen am 11. Februar mit den nördlichen Saanich einschließlich der Tseycum – unterzeichnet von Hotutstun und 117 weiteren Personen. Gegen mehrere hundert Decken war dieser Vertrag die Grundlage, ihnen ihr Land zu nehmen, ähnlich wie schon 1850 den benachbarten Songhees.

### Reservate
Die rund 157 Tseycum leben bis heute in den 1877 zugewiesenen Reservaten, die wiederum auf den Vertrag von 1852 zurückgehen. Dabei handelt es sich um fünf Gebiete, Union Bay 4 (28 ha), Saturna Island 7 (145,7 ha), Pender Island 8 (3,2 ha), Bare Island 9 (10,5 ha) und Goldstream 13 (4,8 ha). Im August 2009 lebten von den 166 Tseycum 66 im eigenen Reservat, 42 in anderen Reservaten und 57 außerhalb sowie ein Mann auf Kronland. Im Februar 2016 lagen diese Zahlen bei 74, 47 sowie 64.

## Aktuelle Situation
Die Tseycum und Tsawout sind Stämme, die in der Presse wegen Auseinandersetzungen um Begräbnisstätten erschienen. Bei diesen beiden Stämmen ging es um eine Stätte auf Pender Island, die einem Resort weichen sollten. Es dauerte sechs Monate, bis man zu einer Einigung kam.